# بنك نيجارا اندونيسيا

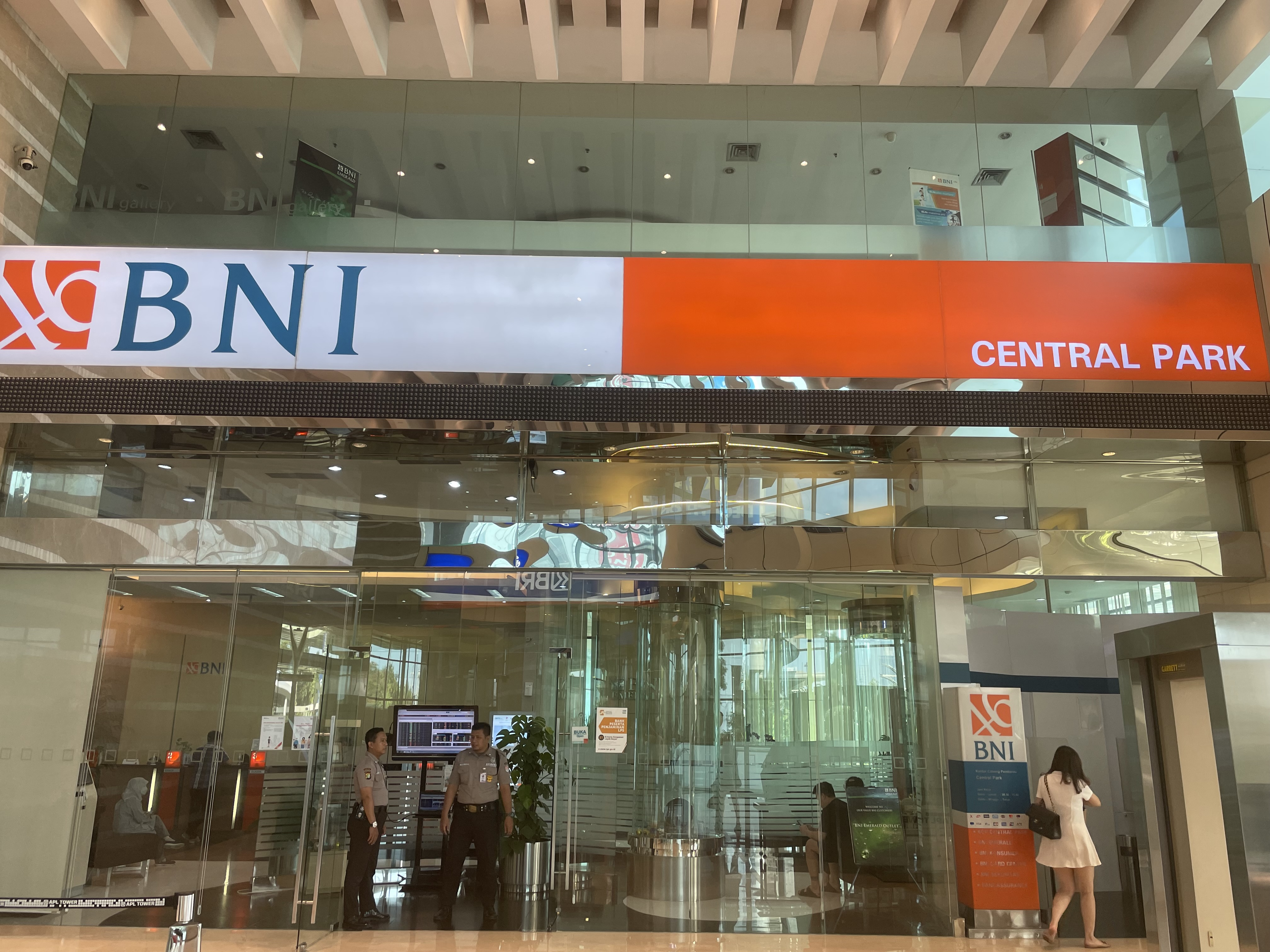
فرع بنك نيجارا إندونيسيا في سنترال بارك جاكرتا

بنك نيجارا اندونيسيا
بنك نيجارا إندونيسيا ( تترجم حرفيا. "بنك الدولة الإندونيسي"، سابقًا بنك نيجارا إندونيسيا 1946 ، تترجم حرفيا. "بنك الدولة الإندونيسي لعام 1946")، هو بنك إندونيسي مملوك للدولة. لها فروع في المقام الأول في إندونيسيا، ولكن يمكن العثور عليها أيضًا في سيول وسنغافورة وهونج كونج وطوكيو ولندن ونيويورك . كان لديها 2047 فرعًا (اعتبارًا من عام 2022)  وأكثر من 63 مليون عميل في عام 2021. وهي مدرجة في بورصة إندونيسيا باسم "BBNI".
قيمتها السوقية اعتبارًا من 2022 كان 1.029.83 تريليون روبية (حوالي 69 ملياردولار امريكي). وهو رابع أكبر بنك في إندونيسيا من حيث الأصول.

## أنظر أيضا
- Wisma 46 – Skyscraper in Jakarta, Indonesia
- Bank Indonesia
- List of banks in Indonesia

## ملحوظات
1. 1 2  "بورصة إندونيسيا". اطلع عليه بتاريخ 2020-06-01.
2. ↑  "Aligned ISNI and Ringgold identifiers for institutions". زينودو (بالإنجليزية). 24 Aug 2017. DOI:10.5281/ZENODO.758080.
3. ↑  "BNI Board of Directors". PT Bank Negara Indonesia (Persero) Tbk. مؤرشف من الأصل في 2023-07-16. اطلع عليه بتاريخ 2020-04-22.
4. ↑  "BNI Board of Commissioners". PT Bank Negara Indonesia (Persero) Tbk. مؤرشف من الأصل في 2023-07-16. اطلع عليه بتاريخ 2020-04-22.
5. ↑  وصلة مرجع: https://www.google.com/finance/quote/BBNI:IDX?hl=in.
6. 1 2 3
7. ↑  Hutauruk، Dina Mirayanti (22 ديسمبر 2022). Winarto، Yudho (المحرر). "BNI akan Tranformasikan 210 Kantor Jadi Lebih Digital Tahun 2023". kontan.co.id. Grahanusa Mediatama. مؤرشف من الأصل في 2023-07-16.
8. ↑  "Didukung 63 Juta Nasabah, BNI Terus Perkuat Digitalisasi". investor.id. مؤرشف من الأصل في 2023-07-16.
9. ↑  Binekasri, Romys (10 Mar 2023). "Ini Dia Top 10 Bank Dengan Aset Terbesar di RI". CNBC Indonesia (بالإندونيسية). Archived from the original on 2023-11-02.
10. ↑  "Indonesia-Investments.com:Bank Negara Indonesia company profile". 1 أبريل 2014. مؤرشف من الأصل في 2023-07-16.